# 平野孝
平野孝（1974年7月15日—），已退役日本職業足球員，司職中场，前日本國家足球隊成員。

## 俱樂部生涯
平野孝参加了1993年的首届日职联赛，当时效力于名古屋鲸鱼，直到2000年转会去了京都不死鸟，随后又陆续效力于磐田喜悦、神户胜利船 、东京日视 、横滨水手 、大宫松鼠等日职球队。2008年远赴加拿大的美国USL（相当于美国二级联赛）的温哥华白浪，并迅速成为队中主力，2009年获得球队最优秀后卫奖，2010年賽季和球队新签了合同。

## 國家隊生涯
平野孝入选日本国家足球队参加过1998年法国世界杯。

## 外部連結
- National Football Teams
- Japan National Football Team Database
- 平野孝オフィシャルブログ nice to meet you
- 平野孝、北米で駆け抜けた左サイド スポーツナビ
- WhitecapsFC.com - Men - Takashi Hirano （英文）
- 頑張れ! 平野孝選手　バンクーバー滞在中の記録
- 平野孝 – FIFA國際賽競賽紀錄 (存檔)
- 平野孝在 National-Football-Teams.com 上的出场纪录
- Japan National Football Team Database （页面存档备份，存于）
- 日本職業足球聯賽中的平野孝 （日語）
- Vancouver Whitecaps bio